# 오몬드 비치
오먼드 비치는 플로리다주 볼루시아군에 있는 도시이다. 2020년 인구 조사 기준 인구는 43,080명이다. 오먼드 비치는 데이토나비치 바로 북쪽에 위치하며, 델토나–데이토나비치–오먼드 비치 대도시 통계 구역의 주요 도시이다. 포장도로가 아직 흔하지 않았던 시절, 초기 자동차 애호가들이 일 년 내내 즐거움을 위해 단단하게 다져진 해변으로 모여들었기 때문에 이 도시는 속도의 발상지로 알려져 있다. 오먼드 비치는 플로리다 중동부에 위치한다.

## 역사

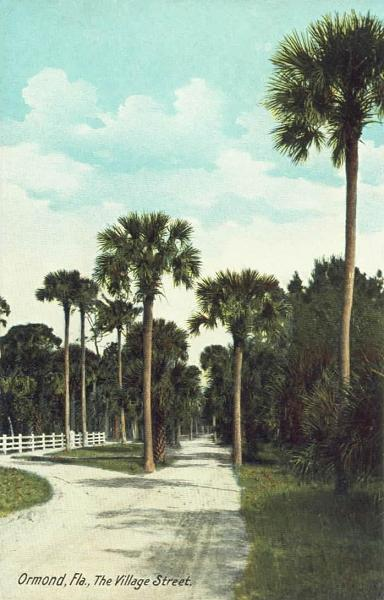
빌리지 스트리트 c. 1908

1605년 알바로 멕시아가 스페인령 플로리다와 현재의 볼루시아 및 브러바드군 해안에 살던 수루케족과 아이족 간의 관계를 수립하는 임무를 띠고 지나갈 때, 티무쿠아족의 도시 노코로코는 현재의 오먼드 비치 바로 북쪽, 토모카강이 핼리팩스강과 합류하는 지점에 위치해 있었다. 멕시아의 방문 이후 이 지역 주민들에게 무슨 일이 일어났는지에 대해서는 거의 알려진 바가 없다.
이 도시는 스페인 페르난도 7세 국왕의 명령을 받아 프란치스코회 정착민들을 플로리다 이 지역으로 데려온 영국-아일랜드-스코틀랜드 선장 제임스 오먼드 1세의 이름을 따서 명명되었다. 오먼드는 나폴레옹 전쟁에서 그레이트브리튼 아일랜드 연합왕국과 스페인에 선장으로 복무했으며, 페르난도 7세 국왕으로부터 스페인에 대한 공로로 보상을 받았다. 오먼드는 나중에 판톤, 레슬리 앤 컴퍼니의 스코틀랜드 인디언 무역 회사에서 일했으며, 그의 무장 브리그는 "서머싯"이라고 불렸다. 1821년 스페인의 통제 하로 돌아온 후, 플로리다는 스페인으로부터 미국에 편입되었지만, 제2차 세미놀 전쟁 중의 적대 행위로 인해 1842년까지 정착이 지연되었다. 1875년, 이 지역은 코네티컷주 뉴브리튼 출신 주민들에 의해 뉴브리튼으로 설립되었지만, 1880년 4월 22일에 초기 농장 주인의 이름을 따서 오먼드 타운으로 편입되었다.
단단하고 하얀 해변을 가진 오먼드는 남북 전쟁 이후 플로리다 관광 붐이 일면서 북부의 추운 겨울을 피하려는 부유층에게 인기를 얻었다. 1886년 세인트 존스 앤 핼리팩스 철도가 도착했고, 1887년 핼리팩스강을 가로지르는 첫 번째 다리가 건설되었다. 존 앤더슨과 제임스 다우닝 프라이스는 1888년 1월 1일 오먼드 호텔을 개장했다. 헨리 플래글러는 1890년에 호텔을 매입하여 600명의 손님을 수용할 수 있도록 확장했다. 이 호텔은 그가 세인트 존스 앤 핼리팩스 철도를 인수한 플로리다 이스트 코스트 철도의 승객들을 대상으로 하는 도금 시대 호텔 시리즈 중 하나가 될 것이었다. 한때 잘 알려진 랜드마크였으며 1980년에 미국 국립사적지에 등재되었던 이 호텔은 1992년에 철거되었다.
1896년 12월 5일, 1890년에 건조된 목재 스쿠너 네이선 F. 코브가 오먼드 연안의 모래톱에 좌초되었다.
오먼드 호텔의 플래글러 손님 중 한 명은 스탠더드 오일의 전 사업 파트너인 존 D. 록펠러였다. 그는 1914년에 도착하여 호텔에서 4계절을 보낸 후 더 케이즈먼츠라는 저택을 구입했으며, 그곳은 록펠러의 말년 겨울 주택이 되었다. 1939년 그의 상속인들에 의해 매각된 이 저택은 1973년 시에 의해 매입되어 현재 문화 센터로 사용되고 있다. 이곳은 이 지역에서 가장 잘 알려진 역사적 건축물이다.
1902년부터 오먼드에서 남쪽 데이토나비치까지 다져진 모래 위에서 최초의 자동차 경주가 열렸다. 랜섬 올즈와 그의 파이럿 레이서, 알렉산더 윈턴을 포함한 업계 선구자들이 자신들의 발명품을 시험했다. 미국 자동차 협회는 1903년에 계측 장비를 가져왔고, 이 지역은 "속도의 발상지"라는 별명을 얻었다. 1907년, 글렌 커티스는 40마력(30kW)의 4,410cc 커티스 V-8 모터사이클을 타고 비공식 세계 기록인 시속 136.36마일(219.45km/h)을 세웠다. 기록을 깨려다 치명적인 사고를 당한 화이트 트리플렉스의 리 바이블은 운이 좋지 않았다. 해변에서 운전하는 것은 일부 구간에서 여전히 허용된다.
이 자치체는 1950년 4월 25일에 실시된 주민 투표에 따라 공식적으로 오먼드 비치 시로 개명되었다.

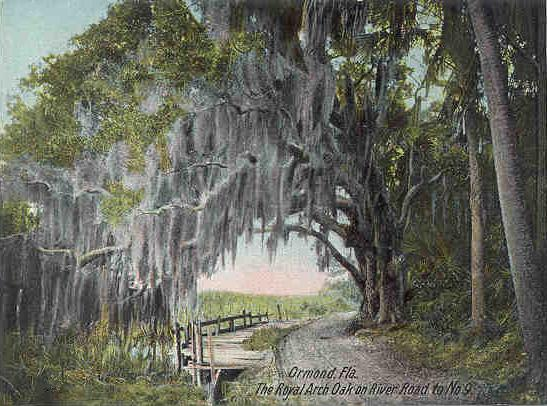
로열 아치 오크 c. 1905
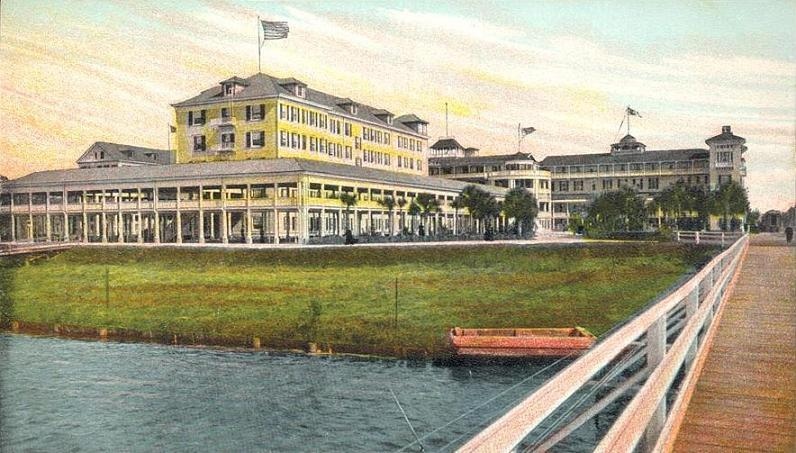
오먼드 호텔 c. 1905
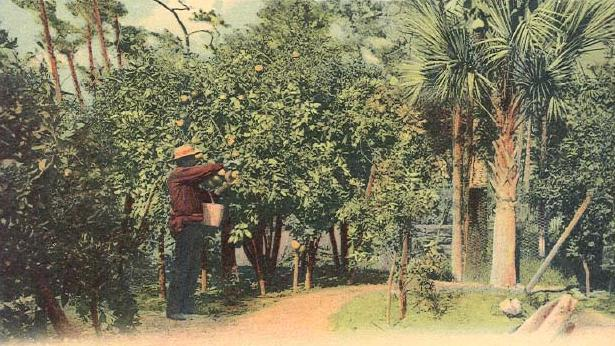
오렌지 과수원 c. 1905
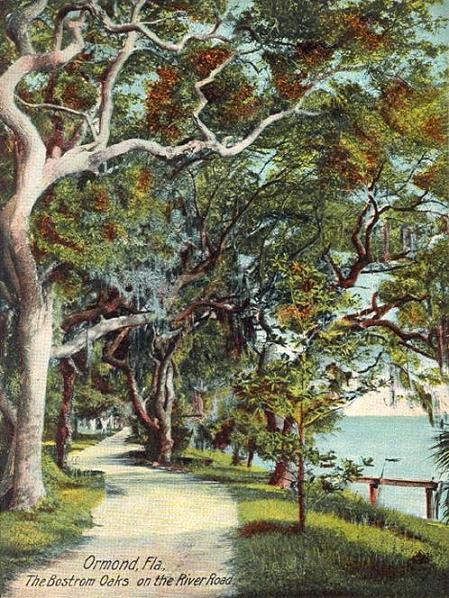
보스트롬 오크스 c. 1908

오먼드 비치에는 4개의 강변 다운타운 공원과 해변 공원, 그리고 크고 작은 37개의 다른 공원과 정원이 있다. 그라나다 대로를 따라 A1A부터 오처드 스트리트까지 뻗어 있는 역사적인 쇼핑 지구에는 수십 개의 현지 상점과 레스토랑, 그리고 역사 및 문화 유적지가 있다.

## 지리

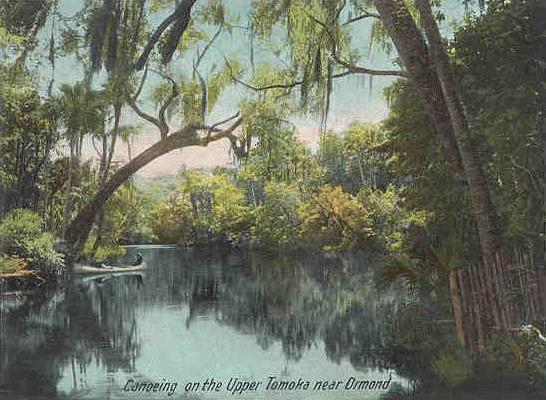
토모카강 c. 1905

오먼드 비치 시의 대략적인 좌표는 북위 29° 17′ 11″ 서경 81° 04′ 30″ / 북위 29.286405°  서경 81.074882°  (29.286405, –81.074882)에 위치한다.
미국 인구조사국에 따르면, 이 도시는 총 면적 101.0km2이며, 이 중 82.7km2는 육지이고 18.3km2(18.12%)는 물이다. 토모카강에 의해 배수되는 오먼드 비치는 핼리팩스강 석호와 대서양에 위치한다.

### 기후
이 지역의 기후는 덥고 습한 여름과 일반적으로 온화한 겨울이 특징이다. 쾨펜의 기후 구분에 따르면, 오먼드 비치 시는 온난 습윤 기후 (Cfa)에 속한다.

## 인구 통계
| 인구조사            | 인구   | Note | %±     |
| ------------------- | ------ | ---- | ------ |
| 1890년              | 239    |      | —      |
| 1900년              | 595    |      | 149.0% |
| 1910년              | 780    |      | 31.1%  |
| 1920년              | 1,292  |      | 65.6%  |
| 1930년              | 1,517  |      | 17.4%  |
| 1940년              | 1,914  |      | 26.2%  |
| 1950년              | 3,418  |      | 78.6%  |
| 1960년              | 8,658  |      | 153.3% |
| 1970년              | 14,063 |      | 62.4%  |
| 1980년              | 21,436 |      | 52.4%  |
| 1990년              | 29,721 |      | 38.6%  |
| 2000년              | 36,301 |      | 22.1%  |
| 2010년              | 38,137 |      | 5.1%   |
| 2020년              | 43,080 |      | 13.0%  |
| 미국 10년 인구 조사 |        |      |        |

### 2010년 및 2020년 인구 조사
| 인종                                      | 2010년 인구 | 2020년 인구 | 2010년 % | 2020년 % |
| ----------------------------------------- | ----------- | ----------- | -------- | -------- |
| 백인 (NH)                                 | 33,920      | 35,455      | 88.94%   | 82.30%   |
| 흑인 또는 아프리카계 미국인 (NH)          | 1,196       | 1,669       | 3.14%    | 3.87%    |
| 아메리카 원주민 또는 알래스카 원주민 (NH) | 56          | 76          | 0.15%    | 0.18%    |
| 아시아인 (NH)                             | 856         | 1,305       | 2.24%    | 3.03%    |
| 태평양 제도 주민 또는 하와이 원주민 (NH)  | 13          | 13          | 0.03%    | 0.03%    |
| 기타 인종 (NH)                            | 55          | 146         | 0.14%    | 0.34%    |
| 두 가지 이상 인종/다인종 (NH)             | 462         | 1,567       | 1.21%    | 3.64%    |
| 히스패닉 또는 라틴계 (모든 인종)          | 1,579       | 2,849       | 4.14%    | 6.61%    |
| 총계                                      | 38,137      | 43,080      |          |          |

2020년 미국 인구 조사 기준으로 43,080명이 도시 내에 거주하며, 18,554가구와 11,121가구가 있다.
2010년 미국 인구 조사 기준으로 38,137명이 도시 내에 거주하며, 16,617가구와 10,408가구가 있다.

### 2000년 인구 조사
2000년 인구 조사 기준으로 도시에는 36,301명이 거주하고 있었으며, 15,629가구와 10,533가구가 있었다. 인구 밀도는 544.3/km2이었다. 17,258개의 주택 단위가 있었으며 평균 밀도는 259.2개/km2이었다. 도시의 인종 구성은 백인 94.28%, 아프리카계 미국인 2.75%, 아메리카 원주민 0.17%, 아시아인 1.44%, 태평양 제도 주민 0.02%, 기타 인종 0.31%, 그리고 두 가지 이상의 인종 1.03%였다. 모든 인종의 히스패닉 또는 라틴계는 인구의 2.20%였다.
2000년에는 15,629가구가 있었는데, 이 중 23.5%는 18세 미만의 자녀를 데리고 살았고, 55.7%는 함께 사는 결혼 부부였으며, 8.8%는 남편이 없는 여성 가구주였고, 32.6%는 비가족이었다. 모든 가구의 27.1%는 개인으로 구성되었고, 15.3%는 65세 이상의 독거 노인이었다. 평균 가구 규모는 2.27명이었고 평균 가족 규모는 2.75명이었다.
2000년, 도시의 가구 중간 소득은 43,364달러였고, 가족 중간 소득은 52,496달러였다. 남성의 중간 소득은 38,598달러였고 여성은 26,452달러였다. 도시의 1인당 국민소득은 26,364달러였다. 가족의 약 4.2%와 인구의 6.1%가 빈곤선 아래에 있었으며, 18세 미만 중 7.3%와 65세 이상 중 5.0%가 포함되었다.

## 경제
오먼드 비치는 델토나-데이토나 비치-오먼드 비치 MSA 내에서 활발한 상업 및 주거 시장이다. 제조업체들은 건전한 사업 환경을 누리며 글로벌 마케팅에 참여한다.
오먼드 비치 비즈니스 파크 및 항공 공원(외국인 무역 지대)은 29개 회사의 본거지이며, 이들 회사는 2,000개 이상의 일자리를 제공한다.
최근 연구에 따르면 노동 인구는 교육을 잘 받았고 생산적이며 경쟁력이 있으며, 10%는 저고용 상태이다. 7개의 단과대학 및 종합대학과 첨단 기술 센터는 경력 개발, 인력 개발 및 연구를 통해 비즈니스 요구를 지원한다. 교육, 의료 및 정부는 이 지역에서 가장 큰 고용 부문이다.
오먼드 비치에 본사를 둔 기업은 다음과 같다.
- 코스타 델 마르 본사 (안과 제품)
- 퍼스트 그린 뱅크
- 플로리다 프로덕션 엔지니어링 (자동차)
- 하와이안 트로픽 - 태닝 연구소 (피부 관리 제품)
- ABB 토마스 앤 벳츠/호맥 (전기 커넥터, 유틸리티 제품)
- 허드슨 테크놀로지스 (딥 드로우 제조업체)
- 마이크로플렉스 Inc.
- U.S. 푸드 서비스 (유통업체)
- 바이탈 에어 (의료)

## 정부
오먼드 비치 시는 위원회-관리자 형태의 정부를 가지고 있다.

### 시 공무원

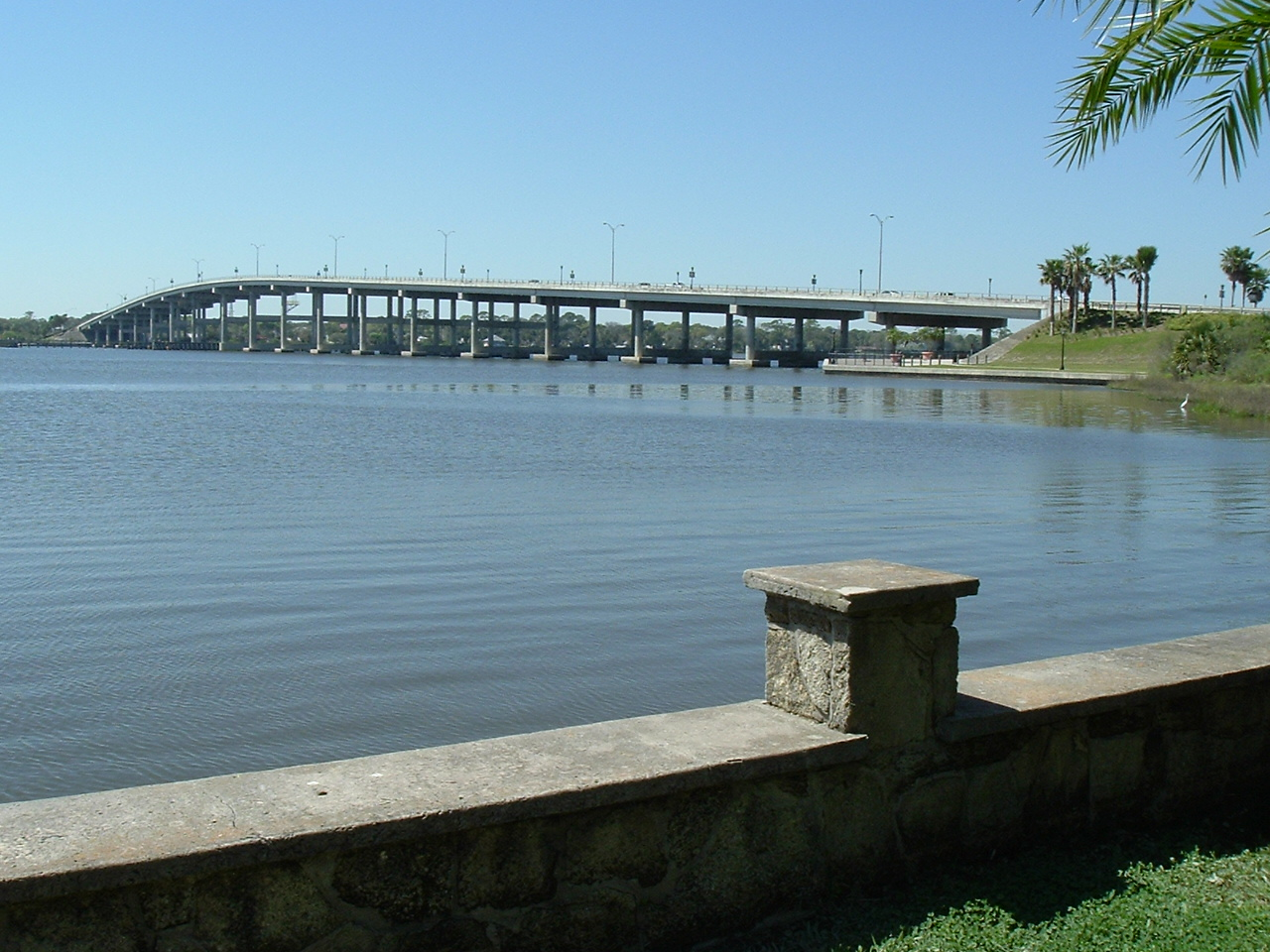
그라나다 다리 2006년

### 선출직
출처:
- 제이슨 레슬리, 시장
- 로리 톨랜드, 부시장 겸 시 위원, 1구역
- 트래비스 사전트, 시 위원, 2구역
- 크리스틴 디턴, 시 위원, 3구역
- 해럴드 브라일리, 시 위원, 4구역

### 임명직
- 조이스 섀너핸, 시 관리자
- 수잔 캐럴 데이, 시 서기

## 명소
역사적인 장소
- 앤더슨-프라이스 기념 도서관 건물
- 더 케이즈먼츠
- 딕스 하우스
- 불로우 크릭 주립 공원
- 오먼드 기념 미술관 및 정원
- 노스 페닌슐라 주립 공원
- 토모카 주립 공원

## 교통

### 공항
오먼드 비치 시립 공항은 오먼드 비치의 주요 공항이다. 국제선 여행을 위해서는 데이토나 비치 국제공항까지 운전해야 한다.

### 주요 도로
- 모듈:Jct 204번째 줄에서 Lua 오류: attempt to concatenate local 'link' (a boolean value).은 주 동해안을 따라 남북으로 이어지는 주요 주간고속도로이다. 도시 내에 두 개의 인터체인지가 있다. 첫 번째는 268번 출구이며 플로리다 주도 제40호선으로도 알려져 있고, 두 번째는 273번 출구이며 미국 국도 제1호선으로도 알려져 있다.
- 모듈:Jct 204번째 줄에서 Lua 오류: attempt to concatenate local 'link' (a boolean value).는 오먼드 비치를 통과하는 주요 지역 도로로 남북으로 이어진다. I-95가 건설되기 전까지 주와 군의 동쪽 절반을 통과하는 주요 남북 고속도로 역할을 했다. 이 도로는 홀리 힐 (플로리다주)와의 경계에서 남쪽에서 도시로 진입하며, I-95와의 인터체인지 북쪽에서 벗어난다.
- 모듈:Jct 204번째 줄에서 Lua 오류: attempt to concatenate local 'link' (a boolean value).는 미국 국도 제1호선의 주 접두사와 접미사가 붙은 경치 좋은 해안 대체 경로로, 일부 군도 지선 및 연장선도 포함한다.
- 모듈:Jct 204번째 줄에서 Lua 오류: attempt to concatenate local 'link' (a boolean value).는 SR 5의 주 접미사 대체 경로이다.
- 모듈:Jct 204번째 줄에서 Lua 오류: attempt to concatenate local 'link' (a boolean value).

### 철도
오먼드 비치를 통과하는 주요 철도 노선은 플로리다 이스트 코스트 철도이며, 도시 내에 역이 있었다. 오먼드 비치는 이전의 오먼드 호텔과 연결되어 있었는데, 이 호텔은 세인트 존스 앤 핼리팩스 철도를 통해 접근할 수 있었다. 여객 서비스는 1963년 파업 중에 중단되었다. 화물 서비스는 플로리다 이스트 코스트 철도를 따라 계속 운영되지만, 오먼드 비치 내에서는 정차하지 않는다.

## 미디어

### 신문
- 데이토나 비치 뉴스-저널, 데이토나 비치 광역권을 다루는 일간지
- 홈타운 뉴스, 금요일 인쇄 및 매일 인터넷으로 발행되는 지역 신문
- 오먼드 비치 옵저버, 옵저버 미디어 그룹 소속으로 목요일 인쇄 및 매일 온라인으로 발행되는 주간 신문
- 오먼드 로컬 펄스, 오먼드 비치와 오먼드-바이-더-씨의 지역 뉴스에 중점을 두고 매일 이메일 및 인터넷으로 발행되는 일간 뉴스레터

### 라디오 방송국

#### AM
- WELE, 1380 AM, 오먼드 비치, 뉴스/토크

#### FM
- WAVX-LP, 107.1 FM, 오먼드 비치, 현대 기독교 음악
- WHOG-FM, 95.7 FM, 오먼드 비치, 클래식 록

## 주목할 만한 인물
- 폴 아메리카, 배우
- 아델버트 에임스, 1933년에 97세의 나이로 사망한 남북 전쟁의 마지막 생존 장성
- 리사 앤더슨, 프로 서퍼
- 벤 브레이너드, 스탠드업 코미디언 및 소셜 미디어 인물
- 셜리 치점, 미국 의회 의원, 미국 대통령 후보
- 데이비드 앨런 코, 음악가
- 브라이언 콜리어, 레이싱 드라이버
- 필 달하우저, 2008년 비치 발리볼 올림픽 금메달리스트
- 제이컵 디그롬, MLB 텍사스 레인저스의 투수
- 지미 포스터, 레이싱 드라이버
- 앨런 구스타프슨, 헨드릭 모터스포츠의 NASCAR 컵 시리즈 크루 치프
- 브라이언 켈리, 음악가, 플로리다 조지아 라인 멤버
- 폴 러페이지, 정치인[33][34]
- 프레데릭 다나 마쉬, 예술가
- 존 D. 록펠러, 억만장자 기업가
- 프리랜 오스카 스탠리와 프란시스 에드거 스탠리, 스탠리 모터 캐리지 컴퍼니 공동 소유주
- 코리 월든, 프로 농구 선수, 2019년 이스라엘 농구 프리미어 리그 MVP
- 해리 웬델스테트, 야구 심판